# Pterocomma salijaponica
Pterocomma salijaponica är en insektsart. Pterocomma salijaponica ingår i släktet Pterocomma och familjen långrörsbladlöss. Inga underarter finns listade i Catalogue of Life.